# ケント郡 (デラウェア州)
座標: 北緯39度10分 西経75度50分 / 北緯39.167度 西経75.833度
ケント郡（英: Kent County）は、アメリカ合衆国デラウェア州にある郡。人口は18万1851人（2020年）。郡庁所在地は、州都ドーバーである。

## 地理
アメリカ合衆国統計局の調査によると、2,072km2を占め、1,527km2が陸であり、545km2が池や川である。26.30%を水が占めている。

### 隣接する郡
- ニューキャッスル郡（北）
- セイラム郡 (ニュージャージー州)（北東）
- ケント郡 (メリーランド州)
 クイーンアンズ郡 (メリーランド州)（東）
- サセックス郡（南）
- キャロライン郡 (メリーランド州)（南西）
- カンバーランド郡 (ニュージャージー州)
 ケープメイ郡 (ニュージャージー州)（西）

## 統計
2000年の統計によると、126,697人、47,224の世帯、33,623の家族が住んでいる。人口密度は、83人/km2である。50,481件の住居があり、33件/km2である。人口の73.49%が白人、20.66%がアフリカ系アメリカ人、0.64%がアメリカ先住民、1.69%がアジア系、0.04%がハワイやグアムなどの太平洋の島々からの移民、1.27%がそのほかの民族や人種、2.22%が2つ以上の民族や人種を親に持ち、3.21%がヒスパニック系である。
47,224世帯のうち、35.50%が18歳未満の子供と一緒に生活しており、52.90%は夫婦で生活している。13.80%は未婚の女性が世帯主であり、28.80%は家族以外の住人と同居している。23.00%は独身の居住者が住んでおり、8.40%は65歳以上で独居である。1世帯の平均人数は2.61人であり、家庭の場合は、3.06人である。
人口の27.30%が18歳未満で、10.10%が18歳から24歳、29.80%が25歳から44歳、21.20%が45歳から64歳、11.70%が65歳以上である。平均年齢は34歳である。女性100人に対し、93.10人が男性である。18歳以上の女性100人に対し、89.60人が18歳以上の男性である。
1世帯の平均年収は40,950ドルであり、家庭の場合は46,504ドルである。男性の平均収入が32,660ドルであるのに対し、女性は24,706ドルである。住民1人当たりの収入は18,662ドルであり、人口の10.70%、8.10%の家庭が貧困線以下にある。18歳未満の14.80%、65歳以上の8.80%が貧困線以下にある。

## 市町村
一覧は市町村のほかにCDPを含んでいる。
- ボワーズ (Bowers)
- カムデン (Camden)
- チェスウォルド (Cheswold)
- クレイトン (Clayton) - 一部はニューキャッスル郡。
- ドーバー (Dover) - 郡庁所在地
- ドーバー空軍基地 (Dover Air Force Base)
- ファーミントン (Farmington)
- フェルトン (Felton)
- フレデリカ (Frederica)
- ハリントン (Harrington)
- ハートリー (Hartly)
- ハイランドエーカーズ (Highland Acres)
- ヒューストン (Houston)
- ケントエーカーズ (Kent Acres)
- ケントン (Kenton)
- ライプシック (Leipsic)
- リトルクリーク (Little Creek)
- マグノリア (Magnolia)
- ミルフォード (Milford) - 一部はサセックス郡
- ライジングサン-レバノン (Rising Sun-Lebanon)
- リバービュー (Riverview)
- ロノニーヴィレッジ (Rodney Village)
- スマーナ (Smyrna) - 一部はニューキャッスル郡
- ヴィオラ (Viola)
- ウッドサイド (Woodside)
- ウッドサイドイースト (Woodside East)
- ワイオミング (Wyoming)